# Pharomachrus pavoninus
Pharomachrus pavoninus là một loài chim trong họ Trogonidae.